# Samsung Galaxy S FE
Samsung Galaxy S FE désigne une lignée de smartphones de la série Samsung Galaxy S qui existe depuis le Samsung Galaxy S20.

## Historique
Le 23 septembre 2020, Samsung dévoile le Galaxy S20 FE (Fan Edition), avec un meilleur rapport qualité-prix, un processeur amélioré, une batterie plus grande et une meilleure qualité photo. Il remplace le Samsung Galaxy S10 Lite et le Note 10 Lite,. Il possède également une prise jack. Le S20 FE abandonne l'écran légèrement incurvé du S20 pour un écran plat, et possède un arrière en plastique, et non pas en verre. Cependant, à l'instar du Samsung Galaxy S10e — à qui il peut être comparé, et qui avait un format réduit — avec le S10, ce modèle fit de l'ombre au Samsung Galaxy S21, sorti quelque temps plus tard.
Le Samsung Galaxy S21 FE est annoncé le 3 janvier 2022 au CES. Contrairement au modèle précédent, qui a été un succès du fait de son prix, ce modèle s'est moins bien vendu du fait que son prix soit proche de celui du Samsung Galaxy S22. Le S21 FE possède un module photo de la même couleur que le dos de l'appareil, et est un peu plus grand que le S21. Par ailleurs, comme le S20 FE, et contrairement aux S20 et S21 classiques, le S21 FE possède un dos en plastique. L'écran est pour sa part couvert d'un Gorilla Glass Victus, et le S21 FE hérite de la batterie du S20 FE, mais son autonomie est plus faible.
Contrairement au Samsung Galaxy S21, la variante FE a été annulée pour le Samsung Galaxy S22 du fait de la pénurie de composants, priorisant ainsi le Galaxy S22 Ultra. La variante FE est maintenue pour le Samsung Galaxy S23. Positionné au milieu de gamme, le S23 FE est légèrement plus grand que le S23+, bien que le gabarit de son écran soit à mi-chemin entre celui du S23 et celui du S23+. Ayant une allure plus rectangulaire que les S23 de base, le S23 FE a également des bords moins arrondis, asymétriques et plus larges que ceux du modèle de base et le téléphone est plus épais. Par ailleurs, contrairement aux autres S23 qui sont équipés de Gorilla Glass Victus 2, le dos et le verre de couverture sont faits d'un Gorilla Glass 5, plus ancien. Le S23 FE est également dépourvu d'un cadre métallique. Le S23 FE est aussi équipé d'un processeur Exynos 2200 comme le Samsung Galaxy S22. Situé en bas de l'écran, le capteur d'empreintes digitales à ultrasons du S23 est remplacé par un capteur optique sur le S23 FE,.
Le Samsung Galaxy S24 FE est annoncé le 26 septembre 2024. Contrairement au modèle précédent, plus petit, celui-ci a la même diagonale que le S24+ et est même plus grand en terme de gabarit. Par ailleurs, comme le modèle de base, le dos et le verre de couverture sont faits d'un Gorilla Glass Victus+, tandis que le châssis est en aluminium, alors que le modèle de base est en aluminium renforcé, et a des bordures plus fines, contrairement au S24 FE. Situé en bas de l'écran, le capteur d'empreintes digitales à ultrasons du S24 est remplacé par un capteur optique sur le S24 FE.

## Galerie

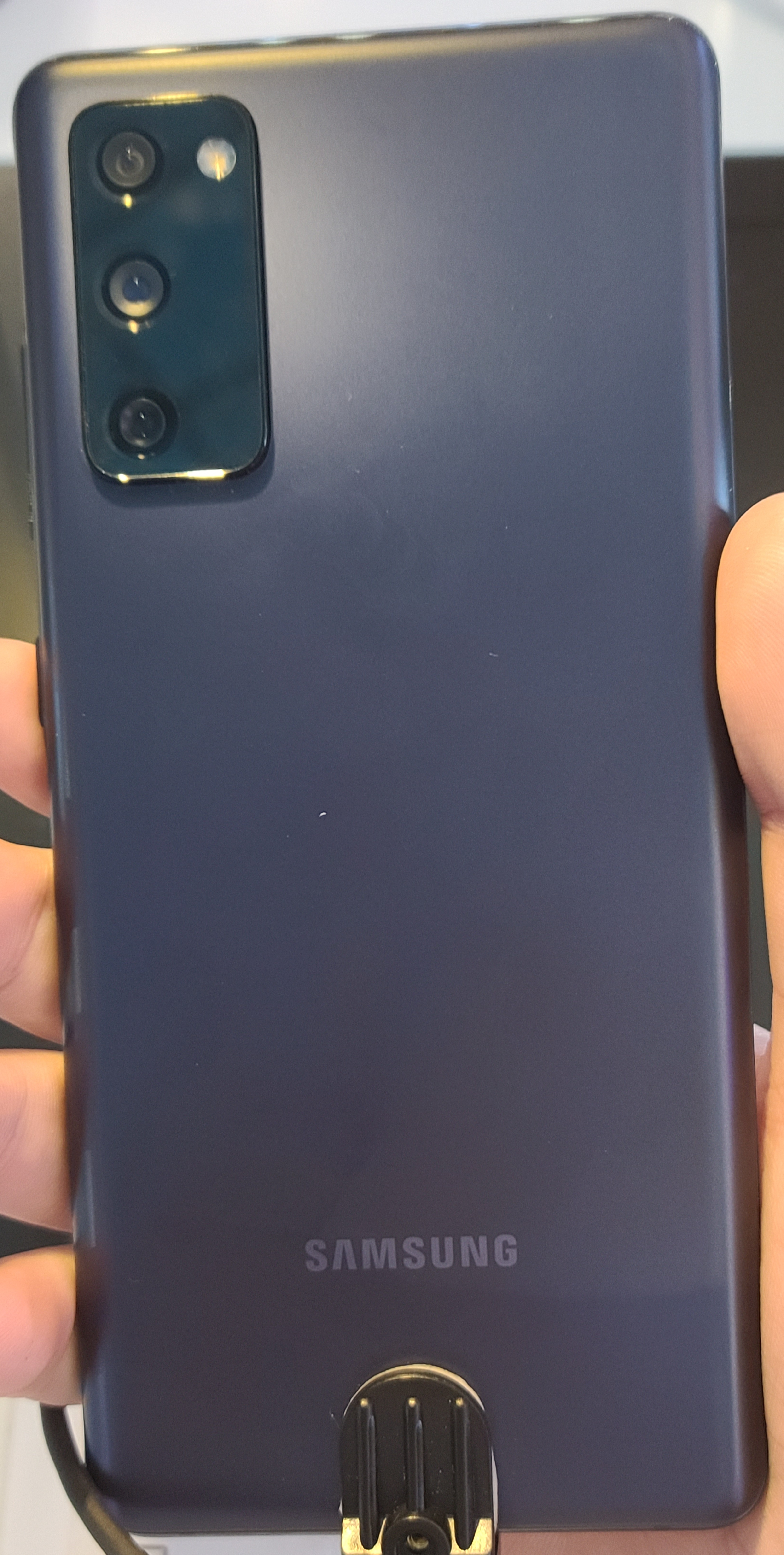
S20 FE
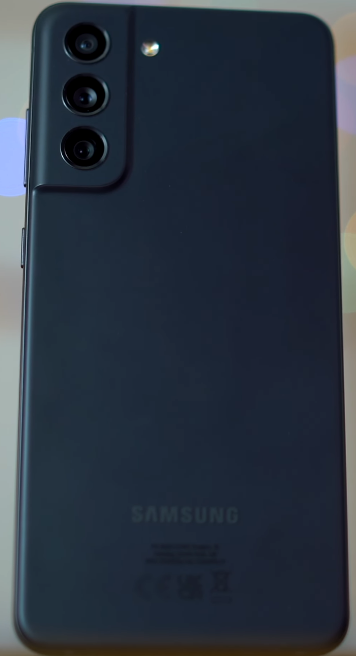
S21 FE
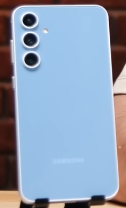
S23 FE
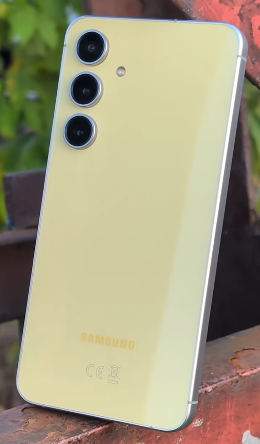
S24 FE